# 2019冠状病毒病海军舰艇疫情
2019冠狀病毒病疫情對軍事的影響已经蔓延到许多军舰，军舰上的大多数人都在很小封闭区域一起工作，且绝大多数官兵缺乏私人住所，床鋪密集，导致疫情的蔓延速度甚至比游轮上还要快。
但值得注意的是，每个国家的军队为了保证行动安全，都有可能限制报道在军舰上的疫情。因此，尽管以下所列疫情统计已经得到了广泛报道，但事实可能并非如此，且甚至不会得到各军方的发言人确认。 

## 确诊病例统计
| § | 军舰                    | 船员  | 经检测 | 确诊 | 死亡 | 靠岸日期      | 停靠位置           | 停靠位置   |
| § | 军舰                    | 船员  | 经检测 | 确诊 | 死亡 | 靠岸日期      | 码头               | 国家或地区 |
| - | ----------------------- | ----- | ------ | ---- | ---- | ------------- | ------------------ | ---------- |
| § | 拳师号两栖攻击舰        |       |        | 2    |      | 无            | 圣地亚哥海军基地   | 美国       |
| § | 埃塞克斯号两栖攻击舰    |       |        | 1    |      |               |                    |            |
| § | 拉尔夫·约翰逊号驱逐舰   |       |        | 1    |      | 无            | 埃弗雷特海军基地   | 美国       |
| § | 科罗纳多号濒海战斗舰    |       |        | 1    |      | 无            | 圣地亚哥海军基地   | 美国       |
| § | 卡尔·文森号航空母舰     |       |        | 1    |      | 无            | 普吉海湾海军造船厂 | 美国       |
| § | 西奥多·罗斯福号航空母舰 | 5,000 | 4,506  | 1155 | 1    | 2020年3月27日 | 关岛               | 美国       |
| § | 利奥波德一世号护卫舰    |       |        | 1    |      | 2020年3月27日 | 泽布吕赫           | 比利时     |
| § | 罗纳德·里根号航空母舰   |       |        | 16   |      | 无            | 横须贺海军基地     | 日本       |
| § | 海豚號潛艦              | 58    | 15     | 8    |      | 2020年4月2日  | 登海尔德           | 荷兰       |
| § | 安慰号医疗船            |       |        | 1    |      | 无            | 90号码头           | 美国       |
| § | 尼米兹号航空母舰        |       |        | 2    |      | 无            | 普吉海湾海军造船厂 | 美国       |
| § | 仁慈号医疗舰            |       |        | 7    |      | 无            | 洛杉矶港           | 美国       |
| § | 戴高乐号航空母舰        | 1,760 | 66     | 1081 |      | 2020年4月12日 | 土伦军港           | 法国       |
| § | 保罗骑士号护卫舰        | 200   |        | ≥1   |      | 2020年4月12日 | 土伦军港           | 法国       |
| § | 磐石號油彈補給艦        | 337   | 337    | 36   |      | 2020年4月15日 | 左營軍港           | 中華民國   |
| § | 紀德號驅逐艦            |       |        | 78   |      | 2020年4月28日 | 聖地牙哥海軍基地   | 美國       |

## 比利时

### 利奥波德一世号护卫舰

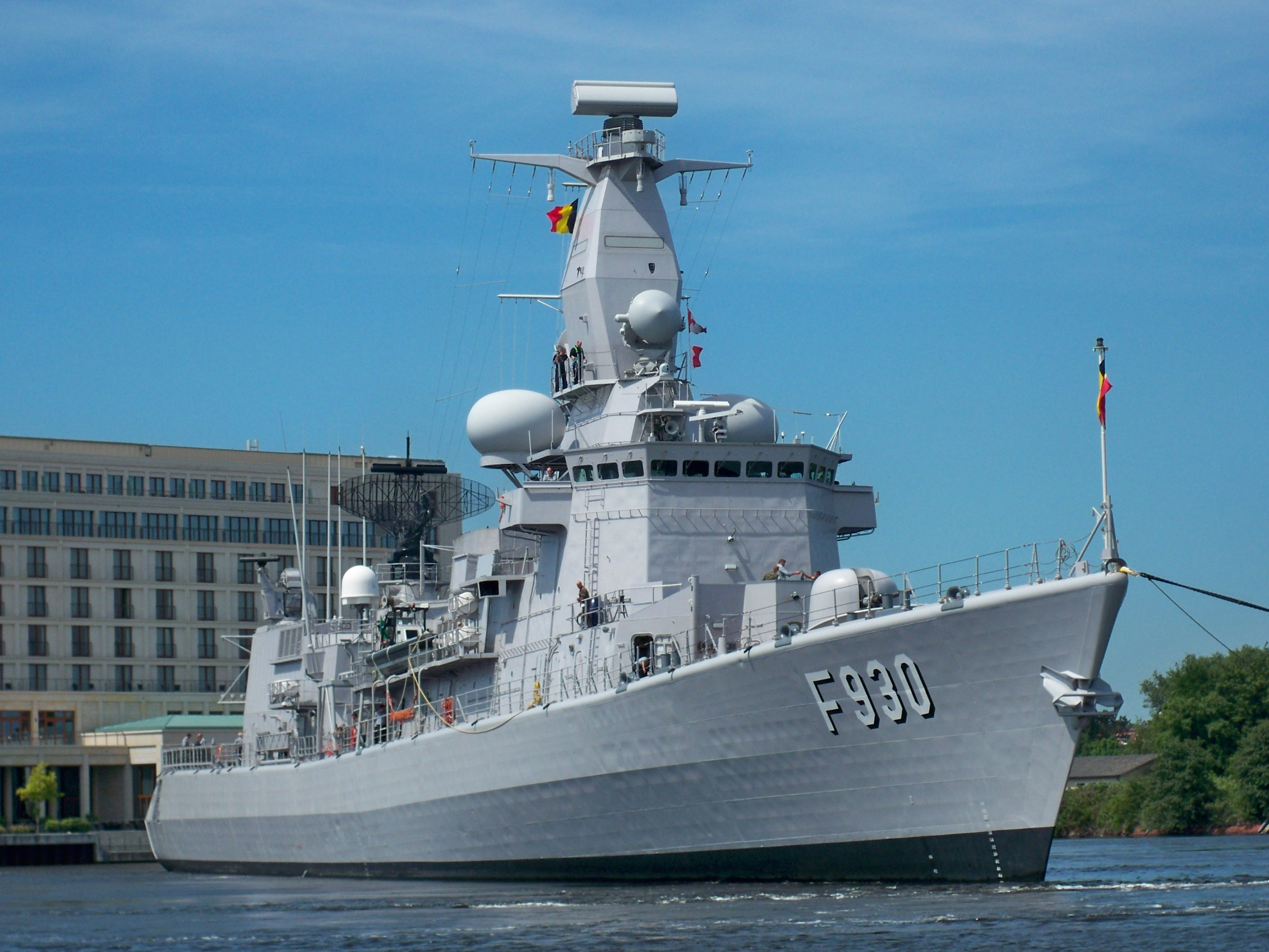
利奥波德一世号护卫舰

2020年3月25日，比利时军队报告Leopold I军舰上有一名船员确诊感染新冠病毒。3月20日，这名船员因出现症状被空运至登海尔德，随后被隔离在家中，3月24日经病毒检测呈阳性。为了预防疫情扩散，3月27日，该船停止与法国戴高乐号航空母舰的行动，并比计划提前一个月返回位于泽布吕赫的母港。

## 法国

### 戴高乐号航空母舰
据法国国防部2020年4月8日报道，最近因有约40名船员开始出现症状，戴高乐号航空母舰比原计划提前返回位于土伦的码头。进行了66次检测后，国防部于4月10日宣布，有50次检测结果均呈阳性。三名海军士兵被空运至圣安妮陆军教学医院治疗。法国国防部宣布，舰上三分一船员（668人）确诊感染新冠病毒。

## 美国

### 拳击手号两栖攻击舰

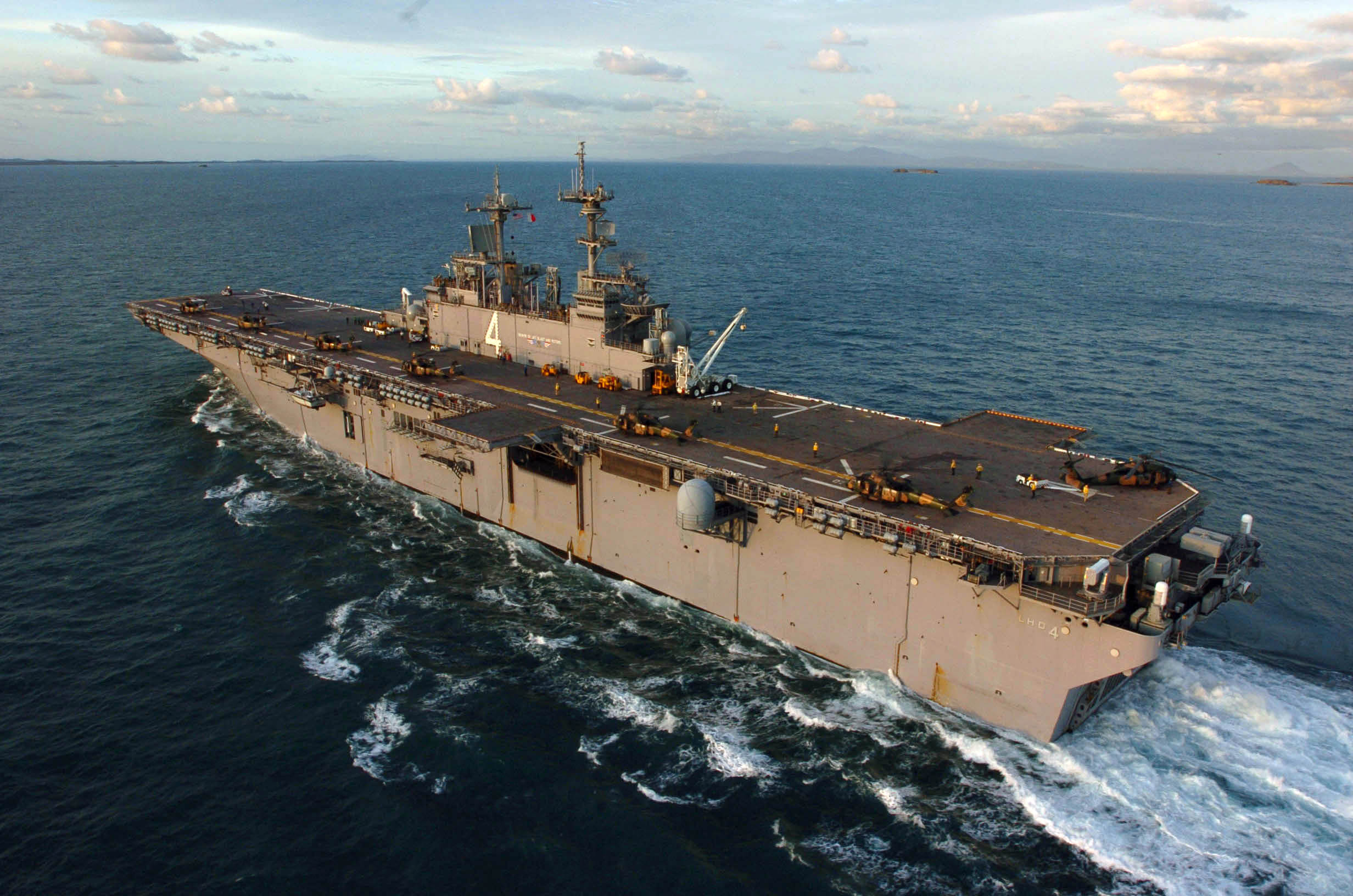
拳击手号两栖攻击舰

据报道，2020年3月15日，美国两栖攻击舰“拳击手”号上确诊首例新冠肺炎。据报道，这是美国海军舰艇上的第一例水兵感染病例。随后该水兵被隔离在家中。另一名船员在2020年3月17日检测呈阳性，也被隔离在家中。

### 卡尔·文森号航空母舰
据报道，2019冠状病毒病疫情已蔓延至卡尔·文森号航空母舰。2020年3月23日报告了首例确诊病例。当时，该船在普吉海湾海军造船厂的干船坞，据报道：“该水兵没有登船，也没有接触过任何造船厂人员”。

### 西奥多·罗斯福号航空母舰

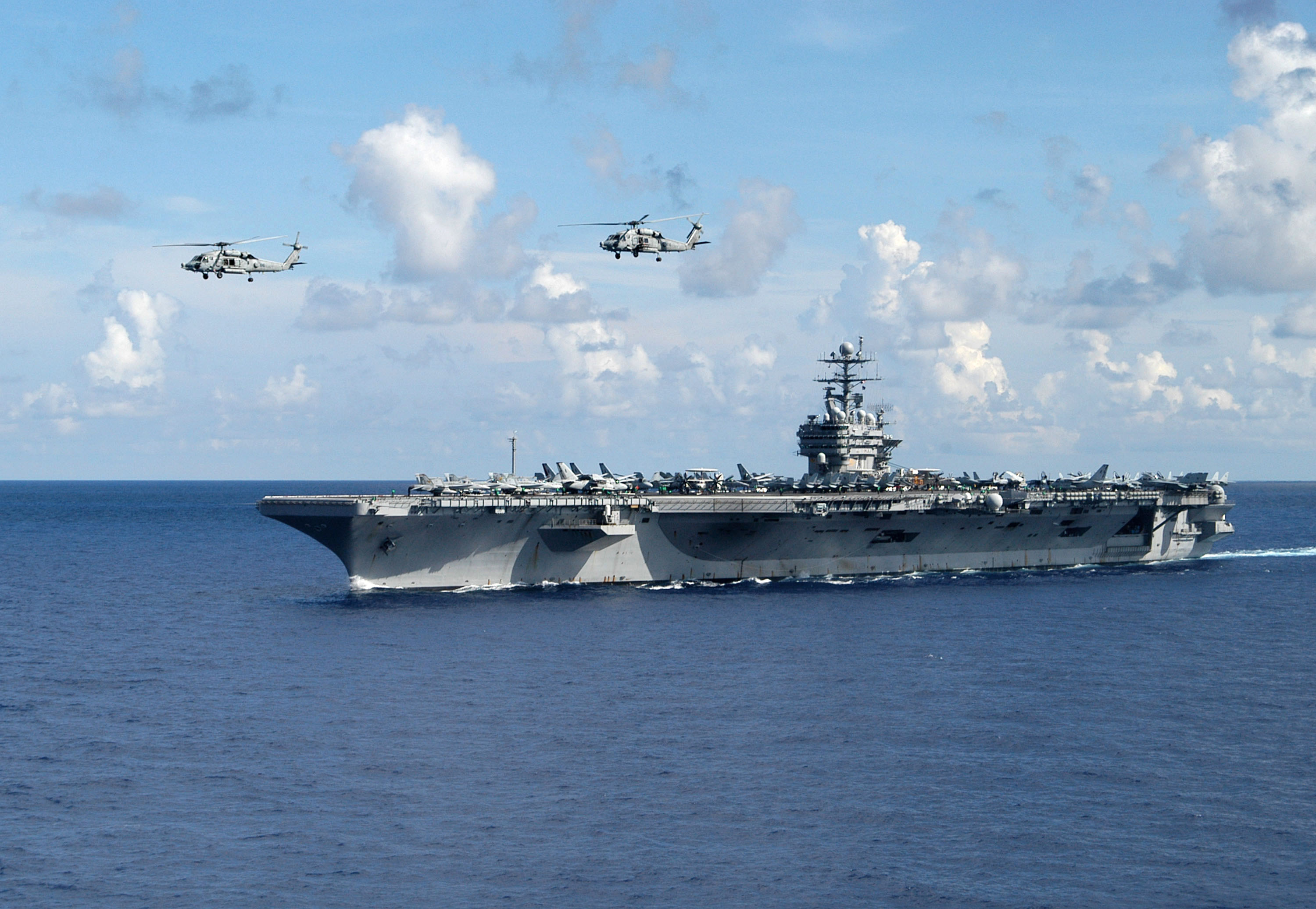
西奥多·罗斯福号航空母舰

据报道，2019冠状病毒病疫情已蔓延至美国西奥多·罗斯福号航空母舰。2020年3月24日报告了3宗确诊病例。

### 罗纳德·里根号航空母舰
据报道，2020年3月27日，美国罗纳德·里根号航空母舰首次报告了两宗确诊病例。迫使这艘航空母舰停靠的位于东京郊外的海军基地被关闭，基地内所有人员被告知要呆在室内48小时。

### 安慰号医疗船

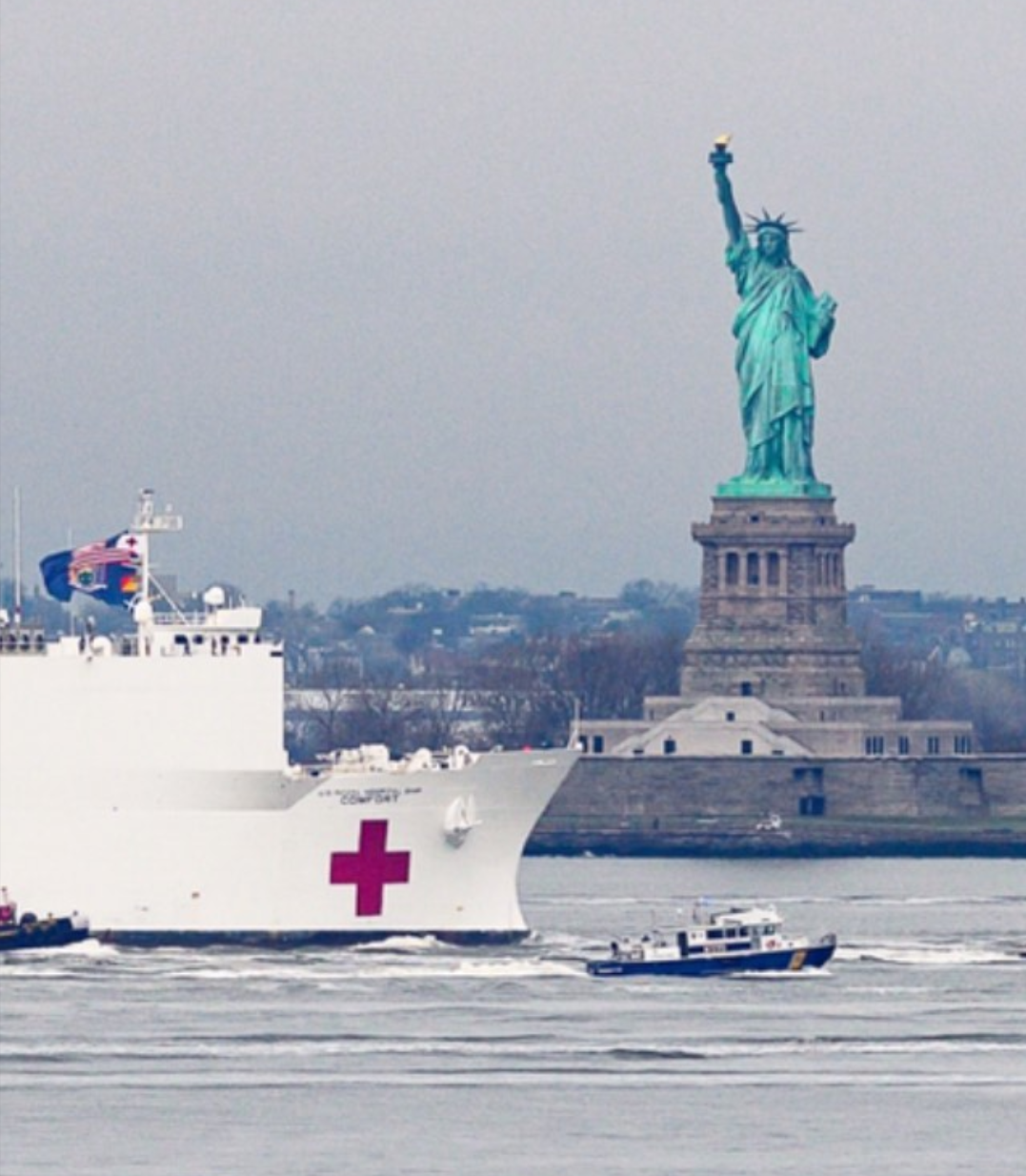
安慰号医疗船

据报道，2020年4月7日，安慰号医疗船报告了首例确诊病例。安慰号医疗船于3月20日抵达曼哈顿，收治非感染冠状病毒的者治，以减轻当地医院的负担。但官方于4月7日宣布，医疗船的任务有所改变，将分配500张床（共1000张）用于治疗感染冠状病毒的重症患者。此外，由于医疗船从弗吉尼亚起航前所有船员的检测结果都呈阴性，而且抵达纽约后没有船员离开过船，目前尚不清楚该名船员是如何感染的，他不是医务工作者，也没有与病人接触过。

### 尼米兹号航空母舰
据报道，2020年4月7日美国尼米兹号航空母舰报告了首例确诊病例。一周前，一名水兵在出现症状后检测结果呈阳性，随后被隔离并运送下船。另一名船员的检测结果也呈阳性，但据报道，他并没有在船上工作。

### 仁慈号医疗舰
据报道，2020年4月8日仁慈号医疗舰报告了首例确诊病例。目前还不清楚这名船员是如何被感染的，因这名船员没有与任何患者有过接触，而且这艘船只治疗感染冠状病毒以外患者，在患者获准上船之前，都需要接受病毒检测并结果呈阴性。

## 中華民國

### 磐石號油彈補給艦

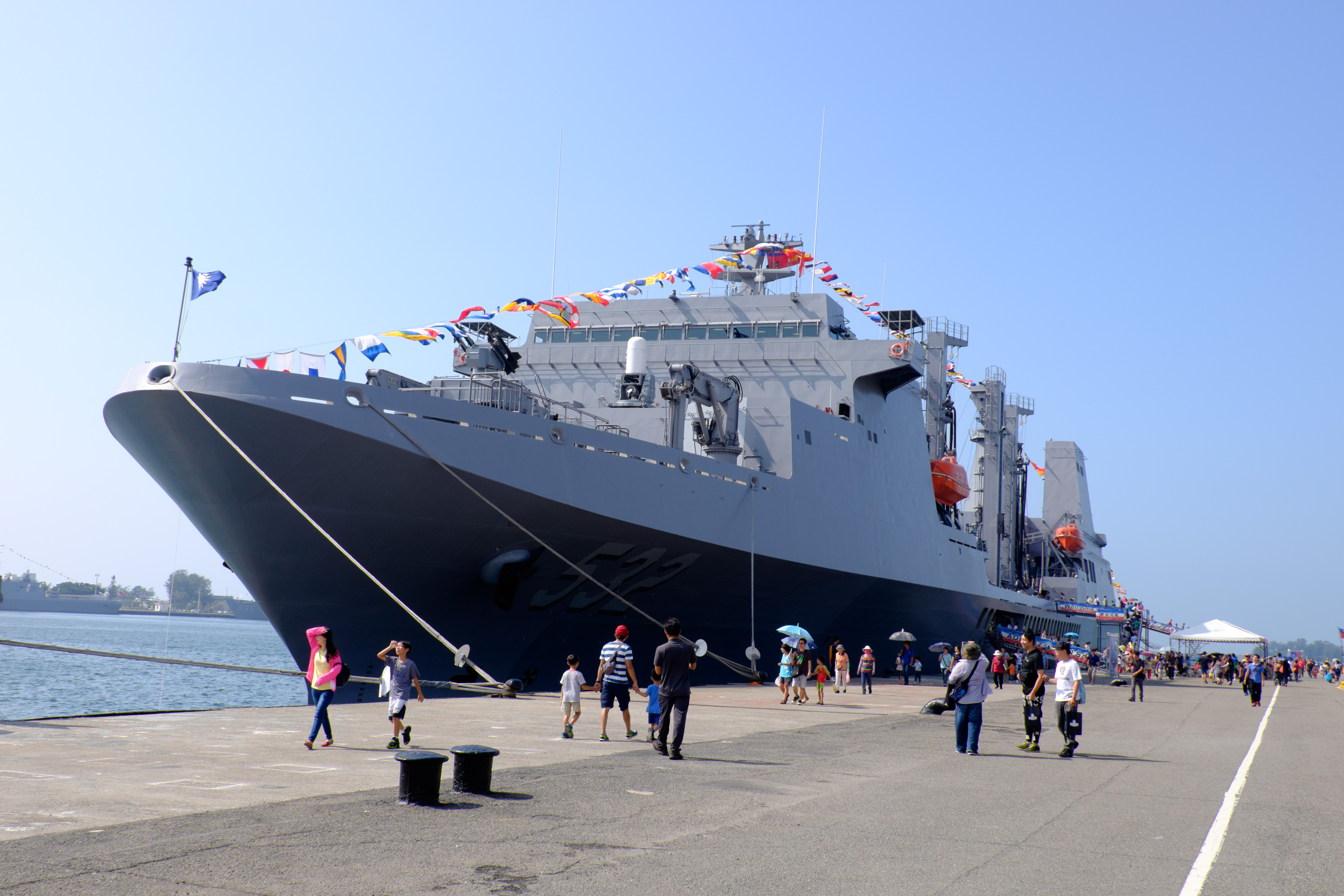
磐石號油彈補給艦

中華民國海軍敦睦遠航訓練支隊（共三艘，744名官兵與學生）於2020年3月12～15日停靠帛琉，後行駛於公海回程時，於公海航行24天。4月9日返台停靠左營軍港，執行剩餘6天的隔離期限（為符合返港前30日以上沒額外登岸情形，船員經測量後初判身體無異狀，可不需原船檢疫之規定），於4月14日開始下船，部分人員下船自行就醫。4月18日中央流行疫情指揮中心宣佈磐石號油彈補給艦上有3名確診病例，中華民國國防部立即召回艦隊人員集中隔離並全數採檢。隔日宣佈21名船員確診，4月21日宣佈3名船員確診，4月22日至25日間每日新增1名船員確診。隔離期滿再度採檢，5月3日新增4名確診病例，5月4日新增1名確診病例。5月26日調查結果宣布，共發現36名病毒核酸檢驗陽性之確定病例和8名血清抗體陽性之極可能病例，所有病例皆為磐石艦人員，該艦已有四波人傳人疫情。

## 备注
1. 1 2 3  已经停靠母港。
2. ↑  已经停靠母港维修。
3. ↑  3月20日，这名船员因出现症状被空运至登海尔德，随后被隔离在家中，3月24日经病毒检测呈阳性。[14][15][16]
4. ↑  船已停靠码头执行任务。
5. ↑  纽约曼哈顿
6. ↑  船在部署之前已停靠母港。
7. ↑  华盛顿布雷默顿
8. ↑  已靠岸
9. ↑  加州洛杉矶圣佩德罗
10. ↑  包括磐石號油彈補給艦在內的三艘軍艦共計744人均完成篩檢